# 東京タクシーセンター
公益財団法人東京タクシーセンター（とうきょうタクシーセンター）とは、東京都江東区南砂7丁目3番3号に事務所を置く東京都知事認定の公益財団法人。略称は「TTC」。

## 概要
タクシー業務適正化特別措置法に基づき、公正中立な第三者的立場から、東京指定地域（特別区・武蔵野市・三鷹市）に事業所のあるタクシーのサービス向上と利用者の利便確保を行う。
1970年（昭和45年）5月19日に、タクシー業務適正化臨時措置法が施行されるのを前に、財団法人東京タクシー近代化センターとして1969年（昭和44年）12月24日に設立された。
設立目的は運転手の再教育、街頭指導、厚生施設の建設などの適正化事業を行うもので、翌年から運転手の登録が始まった。運転手はセンターに負担金を納めることとなったが、代償としてタクシー料金の値上げが行われた。
2002年（平成14年）2月1日、タクシー業務適正化臨時措置法がタクシー業務適正化特別措置法として恒久化されたことに伴い、同年4月1日、現行名に改称された。
略して『タクシーセンター』『タクセン』と呼ばれることが多い。改称前は近セン（きんせん）と呼ばれていた。タクシー運転手の間では、タクシーセンターへ上がったクレームのことを、タクシーセンターに改称された現在でも「近セン問題」と呼んでいる。

## 主な事業
- 登録事業
運転者を登録し、法人タクシーでは運転者証の、個人タクシーでは事業者乗務証の交付を行う。いずれも顔写真付き。運転者証には所属タクシー会社名も記載されている。乗務の際にはこれを車内に表示しなければならない。
- 適正化事業
運転者指導・研修、乗り場の設置・運営（東京国際空港において、タクシーコントロールセンター及びタクシー関連施設の設置・運営）、乗車拒否や接客などクレームの受付処理、忘れ物の受付処理等を行う。
- 地理試験事業
タクシー乗務員になるために、必要な地理試験・タクシーに関わる法令試験・研修業務を行う。

その他、優良運転者の認定や事業者の格付け（ランキング）、地図の編集・出版、タクシーに関する広報・調査等を行っている。